# ادبایو اوگونلسی
ادبایو اوگونلسی (انگلیسی: Adebayo Ogunlesi؛ زادهٔ ۲۰ دسامبر ۱۹۵۳) یک وکیل و بانکدار سرمایه‌گذاری اهل ایالات متحده آمریکا است.